# Dwaze vaders
Dwaze Vaders is een Nederlandse stichting die zich inzet voor gelijkwaardig ouderschap van vader en moeder na een echtscheiding. De stichting werd op 21 september 1989 opgericht omdat veel vaders na een scheiding het contact met hun kinderen kwijtraken, mede doordat vaders in de ogen van de stichting door de rechtspraak worden achtergesteld ten opzichte van moeders.